# هانری پاترل
هانری پاترل (انگلیسی: Henri Patrelle; ۵ نوامبر ۱۹۱۸ – ۱۲ دسامبر ۱۹۹۵) بازیکن فوتبال اهل فرانسه بود.